# Sollevamento pesi ai Giochi della XXVIII Olimpiade - 53 kg femminile

## Risultati
| Pos | Atleta              | Nazione            | Strappo (kg) | Slancio (kg) | Totale (kg) |
| --- | ------------------- | ------------------ | ------------ | ------------ | ----------- |
| 1   | Udomporn Polsak     | Thailandia         | 97.5         | 125.0        | 222.5       |
| 2   | Raema Lisa Rumbewas | Indonesia          | 95.0         | 115.0        | 210.0       |
| 3   | Mabel Mosquera      | Colombia           | 87.5         | 110.0        | 197.5       |
| 4   | Mărioara Munteanu   | Romania            | 85.0         | 105.0        | 190.0       |
| 5   | Anastasija Novikava | Bielorussia        | 87.5         | 102.5        | 190.0       |
| 6   | Dika Toua           | Papua Nuova Guinea | 75.0         | 102.5        | 177.5       |
| 7   | Virginie Lachaume   | Francia            | 75.0         | 100.0        | 175.0       |
| DSQ | Sanamacha Chanu     | India              | 82.5         | 107.5        | 190.0       |

Sanamacha Chanu si era classificata quarta, ma fu squalificata dopo essere risultata positiva alla furosemide durante i test antidoping.